# Рагби клуб Стад Франс
Стад Франс (енгл. Stade Français Club Athlétique des Sports Généraux) је француски рагби јунион клуб из Париза који се такмичи у Топ 14. Група младих француских студената и заљубљеника у рагби основала је далеке 1883. Стад Франс. Стад Франс је један од најславнијих француских рагби јунион клубова, 14 пута је био шампион Француске, 2 пута је играо финале купа европских шампиона у рагбију и 2 пута финале челинџ купа. Познати рагбисти који су играли за Стад Франс су Хуан Мартин Хернандез, Хуан Мануел Легуизамон, Агустин Пичот, Пол Варвик, Џорџ Смит, Џејмс Хаскел, Метју Бастарод, Кристоф Доминиси, Димитри Сарзевски, Мауро Бергамаско, Мирко Бергамаско, Симон Тејлор... Капите екипе је вероватно најбољи италијански рагбиста свих времена Серђо Паризе, а боја дреса је розе.
- Куп европских шампиона у рагбију

- Финалиста (2) : 2001, 2005.

- Куп европских изазивача у рагбију

- Финалиста (2) : 2011, 2013.

- Топ 14

- Шампион (14) : 1893, 1894, 1895, 1897, 1898, 1901, 1905, 1908, 1998, 2000, 2003, 2004, 2007, 2015

Први тим
Ђибрил Камара
Хуго Боневал
Жереми Синзеле
Жулијен Аријас
Пол Вилијамс
Џонатан Денти
Морн Стејн
Жулс Плисон
Мејер Босман
Жулијен Томас
Вил Гениа
Жулијен Дупуј
Серђо Паризе - капитен
Рафаел Лакафиа
Силваин Николас
Ентоин Бурбан
Вилием Албертс
Хју Пил
Паскал Папе
Џерард Мостерт
Александре Фланкварт
Зураб Жванија
Хајнке ван дер Мерве
Сакариа Таулафо
Раба Слимани
Адријен Олеон
Дејвит Кубриашвили
Пол Ало-Емиле
Лорент Семпере
Реми Бонфис
Емануел Фелсина